# Hammam Tastamam
Pour plus de détails, voir Fiche technique et Distribution.
Hammam Tastamam est un film documentaire turc de 16 minutes réalisé en 2006 par Mehmet Çam.

## Synopsis
Le film présente la situation des hammams turcs, sous le regard des deux étrangers qui n'ont jamais expérimenté les hammams et qui l'essayent pour le film. Autour des discussions sont abordés les mythes, les traditions et tous les aspects des hammams. Le roi des hammams, les gestionnaires, les médecins et les personnages.

## Distinctions
Hammam Tastamam a été projeté dans plusieurs festivals où il a été récompensé par 4 prix :
- 3e Festival du court métrage KAR, 2006 : meilleur réalisateur et meilleure image
- 6e Festival de film KISA-CA, 2006 : Prix Spécial de Suha Arin
- Compétition de Jeunes d'Aydin Dogan, 2006 : 3e prix du documentaire
- Festival du court métrage Saraybahçe, 2006
- Festival des films d'étudiant PASO, 2006